# 適応放散

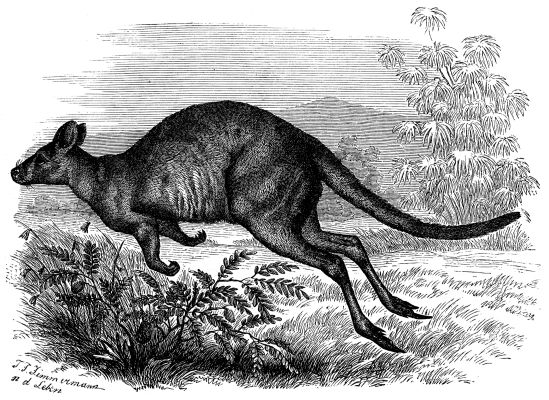
カンガルーは草原や疎林を好み、属名 Macropus にもある巨大な後肢を使い、短距離であれば時速70kmで移動できる。

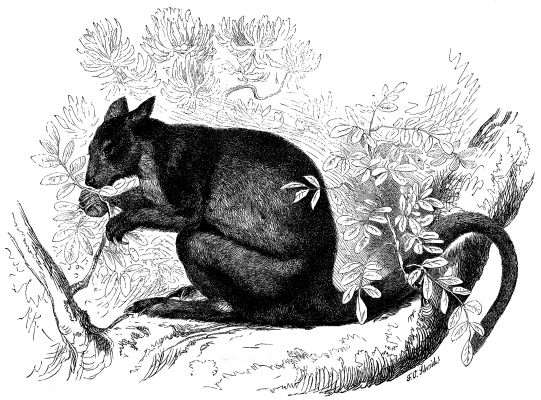
適応放散の一例 キノボリカンガルーの後肢は他のカンガルー属のものと似ている。衝撃を吸収する能力が備わっており、20m程度の樹上から地上に着地できる。木に登る際は、もっぱら前肢の鋭い爪を用いる。

適応放散（てきおうほうさん、英: adaptive radiation）は、生物の進化に見られる現象のひとつ。単一の祖先から多様な形質の子孫が出現することを指す。

## 定義
生物の進化は、一つの種が次第に複数の種に分かれることを繰り返すことで起こったものと考えるのが、現在の進化論の定説である総合説の判断である。したがって、一つの祖先から多様な子孫が出現する、というだけでは、全ての進化に当てはまってしまう。しかし、その分かれ方が、あまりに甚だしく、広範囲にわたる場合に、特にそれを指して適応放散と呼んでいる。
最も代表的な例は、哺乳類の有袋類におけるものである。有袋類は有胎盤類と並行して適応放散を遂げた。ティラコスミルスとスミロドン、フクロモモンガとモモンガ、コアラとナマケモノに代表されるような、非常に形態の似通った分類群が両者には出現した。これは、有胎盤類の多くが進出できなかった大陸では、外の地域で様々な有胎盤類が奪い合ったニッチ（生態的地位）を、有袋類だけで埋めることができたためと考えられる。現生の有袋類の分布はほとんどオーストラリア大陸に限定され、また南アメリカ大陸からも化石記録が報告されている。有胎盤類が進出する以前に両大陸が大陸移動によって孤立し、その後も他の大陸と繋がらずに孤立を続けたため、両大陸では有袋類の支配的な状況が続いたとされている。
先にも述べたように、適応放散そのものは一般的な種分化によって起こるものと考えられているから、この両者の明確な区別はなく、適応放散はさまざまな規模のものに対して使われる言葉である。

## 適応放散の起こりやすい場
適応放散という現象は、単一の先祖が多様なニッチに適応して行くことで、それぞれが別の種に分かれて行ったことによるものと考えられる。したがって、このような現象が起きやすいのは、沢山のニッチが空きになって潤沢な資源のある環境である。
しかし、一般に長期にわたって安定した生物群集においては、ニッチはある程度一杯になっているものと考えられる。空きがあれば、そこを利用するものが出現するはずだからである。したがって、大きく空きがあるのは、何らかの理由で撹乱を受けたか、あるいは始めから埋められていなかった場所ができた場合であると考えられる。

### 大規模な撹乱
撹乱と言っても、大規模なものでなければ遷移が起こる。例えば山火事程度であればせいぜい百年単位で回復するだろうし、火山の噴火でも約1000年で極相に達してしまう。多数の種の絶滅を伴う程度の撹乱、例を挙げれば地球で過去に数回発生した大量絶滅の後には、それに続く回復の時期にさまざまな生物群において適応放散が行われたと考えられる。具体的には三畳紀末の大量絶滅で空いた偽鰐類のニッチを恐竜が、白亜紀末の大量絶滅で空いた恐竜のニッチを哺乳類が埋めている。

### 初めから空いていた場合
もう一つの、初めから埋められていなかった場がある場合として考えられるのは、近隣に場を占める生物群が生息していない隔離された島である。実際に適応放散は海洋島においてよく知られている。大陸から海洋島に進出した生物は島に定着して異所的種分化を遂げ、やがて新たに出現した種は別の島にも移入し、複数種が一つの島に生息するようになる。島の環境に適応した特殊化は大陸から島への進出時にも、複数種の共存の下での相互作用の結果としても、すなわち異所的段階でも同所的段階でも生じる。これがこの場合の適応放散である。
最も有名な例は、チャールズ・ダーウィンが進化論の着想を得たと言われるガラパゴス諸島であろう。有名なゾウガメは島ごとに別亜種とされ、最大のイザベラ島には五つの亜種があり、全部で15亜種が知られている。これは異所的な種分化の例であるが、同所的な種分化の例で有名なのがダーウィンフィンチという小鳥の一群で、系統的には極めて近いものが、様々な餌を取り、それに応じて嘴の形が大きく異なっている。最も嘴が太いものは植物の種子を主として食べ、昆虫はほとんど取らない。嘴が細いものは、逆に昆虫を中心として餌を漁る。最もとがった嘴を持つ種は、木の割れ目などから昆虫をつまみ出して食べる。これはキツツキの生態的地位に当たると考えられる。それらは全部で13種に分けられているが、その祖先は多分1種であると考えられている。
しかし、最も派手な適応放散が知られているのはハワイ諸島である。この島では極めて独特な生物相が知られていた。鳥類ではハワイミツスイ科がこの諸島の特産で、40種以上が知られ、それらは嘴やその外見が大きく異なっている。また、昆虫ではハワイトラカミキリ属はハワイ諸島特産で、130種以上が知られている。この祖先は、おそらく北アメリカ南部のトラカミキリの一種だと言われる。また、世界で他に例のない肉食性のシャクトリムシすらも発見されている。ただし、現在では持ち込まれた外来種等の影響により、その多くが損なわれている。昆虫の三分の一が絶滅したとの見積もりもある。

## 地質学的視点から
さらに視野を広げれば、生物進化の初期における地球も、多くの空きニッチを持つ環境だったと言える。例えば多細胞動物が進化を始めたころは、そういった動物のためのニッチは山ほど空いていたはずである。カンブリア紀爆発というのは、そのような適応放散の一つであったのかもしれない。同様なことは、初めて陸上進出した最初の植物や節足動物にもあったはずである。

## 適応放散と収斂
適応放散の結果として出現した様々な姿の生物は、系統が異なっていても似た生活をする他地域の生物と互いに似通った姿になる場合がある。先述した有胎盤類と有袋類の例がこれである。このことを収斂進化または収束進化と言う。またこの場合、異なった場所で異なった生物に共通な方向の進化が起きたと考えられ、これを平行進化という。

## よく取り上げられる例
- オーストラリアの有袋類
- 新生代の哺乳類・中生代の恐竜
- マダガスカルのキツネザル
- ガラパゴス諸島のダーウィンフィンチ